# Irak i olympiska sommarspelen 1964
Irak deltog i de olympiska sommarspelen 1964 med en trupp bestående av 13 deltagare. Ingen av landets deltagare erövrade någon medalj.